# Сосенский сельский округ
Сосенский сельский округ — упразднённая административно-территориальная единица, существовавшая на территории Ленинского района Московской области в 1994—2006 годах.
Сосенский сельсовет был образован в первые годы советской власти. По данным 1919 года он входил в состав Десенской волости Подольского уезда Московской губернии.
В 1922 году к Сосенскому с/с был присоединён Макаровский с/с.
В 1926 году Сосенский с/с включал село Сосенки, деревни Макарово и Хорошовка, а также избу-читальню.
В 1929 году Сосенский с/с был отнесён к Краснопахорскому району Московского округа Московской области.
17 июля 1939 года к Сосенскому с/с был присоединён Летовский с/с (селения Зименки, Ларёво, Летово, Лихоткино, Макарово и Прокшино).
4 июля 1946 года Краснопахорсий район был переименован в Калининский район.
14 июня 1954 года к Сосенскому с/с были присоединены Воскресенско-Архангельский и Коммунарский с/с.
22 июня 1954 года из Десенского с/с в Сосенский были переданы селения Евсеево и Кувекино.
7 декабря 1957 года Калининский район был упразднён и Сосенский с/с вошёл в Ленинский район.
28 июля 1960 года Ленинский район был упразднён, а на части его территории был образован Ульяновский район, в состав которого вошёл и Сосенский с/с. 
20 августа 1960 года селения Сосенского с/с Евсеево, Кувекино, Лаптево и Расторопово были переданы в Десеновский с/с Подольского района.
1 февраля 1963 года Ульяновский район был упразднён и Сосенский с/с вошёл в Ленинский сельский район. 30 июня 1964 года Сосенскому с/с были возвращены деревни Лаптево и Расторопово Десеновского с/с. 11 января 1965 года Сосенский с/с был возвращён в восстановленный Ленинский район.
25 октября 1984 года к Сосенскому с/с было присоединено селение Язово упразднённого Михайловского с/с. Одновременно селения Сосенского с/с Воскресенское, Городище, Губкино, Каракашево, Лаптево, Расторопово и Ямонтово были выделены в отдельный Воскресенский с/с.
3 февраля 1994 года Сосенский с/с был преобразован в Сосенский сельский округ.
В ходе муниципальной реформы 2004—2005 годов Сосенский сельский округ прекратил своё существование как муниципальная единица. При этом деревня Язово была передана в сельское поселение Воскресенское, Посёлок завода Мосрентген и деревня Мамыри — в сельское поселение «Мосрентген», а остальные населённые пункты — в сельское поселение Сосенское.
29 ноября 2006 года Сосенский сельский округ исключён из учётных данных административно-территориальных и территориальных единиц Московской области.